# St Austell
St Austell es una ciudad y un parroquia civil del distrito de Cornualles, en el condado de Cornualles (Inglaterra). Su población de acuerdo al censo del 2001 es de 22.658 habitantes. Según el censo de 2011, St Austell parroquia civil tenía 19.958 habitantes.